# Acraea sambar
Acraea sambar är en fjärilsart som beskrevs av Stoneham 1943. Acraea sambar ingår i släktet Acraea och familjen praktfjärilar. Inga underarter finns listade i Catalogue of Life.